# Pantherophis vulpinus
Pantherophis vulpinus, den västra rävormen, är en ormart som beskrevs av Baird och Girard 1853. Pantherophis vulpinus ingår i släktet Pantherophis och familjen snokar. IUCN kategoriserar arten globalt som livskraftig. Inga underarter finns listade i Catalogue of Life.

## Beskrivning
Ormen är mellan 91 och 137 cm lång. Rekordet för den längsta rävormen som hittats är 179 cm.
Det vuxna utseendet skiljer sig markant från den unga ormen. Vid vuxen ålder är skinnet fläckigt med ljusbruna och svarta fläckar. Rävormen har i genomsnitt 41 fläckar på skinnet. Färgen på huvudet varierar från brun till rödaktigt. När den har ett rödaktigt huvud är den lätt att missta för ormarten kopparhuvud. På magen är ormen gul med svart rutor. Fjällen på skinnet är svagt krängda.
Vid ung ålder är de svarta fläckarna på skinnet oftast mörkbruna med svarta eller riktigt mörka bruna kanter. På huvudet sitter en mörk linje från käkarna till ögonen och tvärgående mellan ögonen. Denna linje försvinner ju mer ormen åldras.
Rävormen blir i genomsnitt 17 år gammal (uppmätt i fångenskap).

## Utbredning och reproduktion
Rävormen förekommer enbart i USA öster om Mississippifloden, där den finns i delstaterna Michigan, Wisconsin, Minnesota, Illinois, Iowa, Indiana, Missouri, Nebraska och South Dakota. Den lever främst på torra marker såsom prärie, gräsland, odlad mark och skogsdungar. Oftast befinner de sig nära vatten såsom sjöar eller vattendrag.
Reproduktionen sker varje år mellan april och juli. I slutet av juli och början på augusti lägger honan äggen. Äggen är oftast mellan 6 och 29 i antalet och har en läderkänsla i skalet. De är mellan 3,8 och 5 cm långa. Från sent augusti till oktober kläcks äggen och ut kommer ormar som är mellan 25,5 och 33 cm långa.

## Beteende
Rävormen är bra på att klättra men den håller sig oftast på marken. När den blir rädd, hotad eller irriterad skakar den på svansen likt en skallra. Skakandet på svansen gör att rävormen ofta kopplas ihop med skallerormar. Den biter bara om den blir provocerad. Trots att ormen egentligen inte är så harmfull dödas den ofta eftersom den dels är så stor och dels har beteendet med att skaka på svansen.
Ormen äter mest små däggdjur och ibland någon fågel. Exempel på vad den äter är sorkar, möss, ägg, småfåglar och nyfödda kaniner. Rävormen dödar sitt byte genom att dra samman musklerna när djuret är svalt och därmed inne i kroppen. Bytet krossas alltså till döds av ormen.